# Пролетерске бригаде
Пролетерске бригаде је заједнички назив за ударне јединице које су деловале у оквиру Народноослободилачке војске Југославије (НОВЈ) у току Народноослободилачког рата (НОР) од децембра 1941. до маја 1945. године. Формиране су на основу Статута пролетерских бригада који је у јесен 1941. донео Врховни штаб НОВ и ПОЈ.
Замишљене су као јединице које, за разлику од тадашњих партизанских одреда, неће бити формиране по територијалном принципу и деловати на ограниченом простору, него деловати на целом подручју Југославије. Називом пролетерске назначено је њихово чврсто идеолошко одређење, које је у складу с марксистичком доктрином о диктатури пролетаријата треба извести социјалистичку револуцију, која је била део програма Комунистичке партије Југославије под чијим је вођством формирана НОВ и ПОЈ.

## Списак пролетерских бригада
| број                                                        | назив                                                       | датум формирања                                             | пролетерска од                                              | назив након рата                                            |
| Формиране као пролетерске или добиле тај статус у току рата | Формиране као пролетерске или добиле тај статус у току рата | Формиране као пролетерске или добиле тај статус у току рата | Формиране као пролетерске или добиле тај статус у току рата | Формиране као пролетерске или добиле тај статус у току рата |
| ----------------------------------------------------------- | ----------------------------------------------------------- | ----------------------------------------------------------- | ----------------------------------------------------------- | ----------------------------------------------------------- |
| 1.                                                          | Прва пролетерска ударна бригада                             | 21. децембар 1941.                                          | формирања                                                   |                                                             |
| 2.                                                          | Друга пролетерска ударна бригада                            | 1. март 1942.                                               | формирања                                                   |                                                             |
| 3.                                                          | Трећа пролетерска санџачка ударна бригада                   | 5. јун 1942.                                                | формирања                                                   |                                                             |
| 4.                                                          | Четврта пролетерска црногорска ударна бригада               | 10. јун 1942.                                               | формирања                                                   |                                                             |
| 5.                                                          | Пета пролетерска црногорска ударна бригада                  | 12. јун 1942.                                               | формирања                                                   |                                                             |
| 6.                                                          | Тринаеста пролетерска ударна бригада Раде Кончар            | 7. новембар 1942.                                           | 11. децембра 1942.                                          |                                                             |
| 7.                                                          | Трећа крајишка пролетерска ударна бригада                   | 22. август 1942.                                            | 13. септембра 1943.                                         |                                                             |
| 8.                                                          | Прва личка пролетерска ударна бригада Марко Орешковић       | 8. јул 1942.                                                | 19. марта 1944.                                             |                                                             |
| 9.                                                          | Друга личка пролетерска ударна бригада                      | 19. август 1942.                                            | 19. марта 1944.                                             | 9. пролетерска                                              |
| 10.                                                         | Трећа личка пролетерска ударна бригада                      | 15. септембар 1942.                                         | 19. марта 1944.                                             | 10. пролетерска                                             |
| 11.                                                         | Друга далматинска пролетерска ударна бригада                | 2. октобар 1942.                                            | 12. јула 1944.                                              | 7. пролетерска                                              |
| 12.                                                         | Прва далматинска пролетерска ударна бригада                 | 6. септембар 1942.                                          | 19. септембра 1944.                                         | 11. пролетерска                                             |
| 13.                                                         | Дванаеста славонска пролетерска ударна бригада              | 11. октобар 1942.                                           | 26. октобра 1944.                                           |                                                             |
| 14.                                                         | Шеста пролетерска источнобосанска ударна бригада            | 6. август 1942.                                             | 29. октобра 1944.                                           |                                                             |
| Проглашене за пролетерске након рата                        |                                                             |                                                             |                                                             |                                                             |
| 15.                                                         | Прва словеначка пролетерска ударна бригада Тоне Томшич      | 16. јул 1942.                                               | 2. новембра 1951.                                           | 14. пролетерска                                             |
| 16.                                                         | Прва македонско-косовска пролетерска бригада                | 11. новембар 1943.                                          | 2. новембра 1951.                                           | 15. пролетерска                                             |
| 17.                                                         | Прва крајишка пролетерска ударна бригада                    | 21. мај 1942.                                               | 22. децембра 1951.                                          | 16. пролетерска                                             |
| 18.                                                         | Десета херцеговачка пролетерска ударна бригада              | 10. август 1942.                                            | 11. јула 1952.                                              | 17. пролетерска                                             |
| 19.                                                         | Прва војвођанска пролетерска ударна бригада                 | 11. април 1943.                                             | 11. априла 1953.                                            | 18. пролетерска                                             |
| 20.                                                         | Трећа српска пролетерска ударна бригада                     | 10. фебруар 1944.                                           | 7. октобра 1953.                                            | 19. пролетерска                                             |